# Chen Peina
Chen Peina (19 de junho de 1989) é uma velejadora chinesa, medalhista olímpica.

## Carreira

### Rio 2016
Chen Peina representou seu país nos Jogos Olímpicos de Verão de 2016, na qual conquistou medalha de prata na classe RS:X. 